# یواس‌اس اتاوا (۱۸۶۱)
یواس‌اس اتاوا (۱۸۶۱) (به انگلیسی: USS Ottawa (1861)) یک کشتی بود که طول آن ۱۵۸ فوت (۴۸ متر) بود. این کشتی در سال ۱۸۶۱ ساخته شد.